# St. Pepin (Rebsorte)
St. Pepin ist eine Weißweinsorte. Es handelt sich um eine Neuzüchtung zwischen ES 114 x  Seyval Blanc. Die Kreuzung erfolgte im Jahre 1971 durch Elmer Swenson auf seinem eigenen Betrieb in der Nähe von Osceola in Wisconsin. Mittels der gleichen Kreuzung entstand zeitgleich die Rebsorte La Crosse. Die Weißweine sind etwas fruchtiger als die der Schwestersorte. Der Traubensaft der Sorte ist ebenfalls beliebt.
Anpflanzungen sind in den amerikanischen Bundesstaaten Iowa  (Weinbau in Iowa), Connecticut  (Weinbau in Connecticut), Minnesota (Weinbau in Minnesota), Wisconsin (Weinbau in Wisconsin), Illinois (Weinbau in Illinois), Montana (Weinbau in Montana) und West Virginia (Weinbau in West Virginia) bekannt. Im Staat New York (Weinbau in New York)  gibt es Weingüter, die die Rebe innerhalb der Herkunftsbezeichnung Hudson River Region AVA verwenden.
Elmer Swenson war auf der Suche nach frühreifenden und winterharten Sorten, die für den Norden der Vereinigten Staaten geeignet sind. St. Pepin ist bis −25 Grad Fahrenheit (- 31,6 Grad Celsius) winterhart. In einigen Quellen ist sogar von Temperaturen bis −36 Grad Fahrenheit die Rede. Dies entspricht −37 °C.
Normalerweise haben Edelreben zwittrige Blüten und sind somit Selbstbefruchter. Wildreben und die meisten amerikanischen Reben sind zweihäusig. Sie haben Pflanzen mit männlichen oder weiblichen Blüten. Zur Befruchtung bedarf es daher immer einer männlichen und einer weiblichen Pflanze. Gleiches gilt für die Sorte St. Pepin.
Siehe auch den Artikel Weinbau in den Vereinigten Staaten sowie die Liste von Rebsorten.
Synonym: Elmer 282
Abstammung: ES 114 (Minnesota 78 x Rosette) x Seyval Blanc.